# 노동당
노동당(勞動黨, 문화어: 로동당, 영어: labour party)은 사회주의 성향을 가진 정당들이 쓰는 대표적인 명칭으로, 주로 노동 조합과 긴밀한 관계를 맺고 있다. 특히 영국 연방 소속 국가들 사이에서 많이 쓰이며, 사회주의 인터내셔널 소속 국가도 많다.
당의 이름이 노동당이라도 자유주의 성향을 띠는 정당이나 공산주의 정당도 존재한다. 조선민주주의인민공화국의 조선로동당이나 인도네시아의 인도네시아 노동당의 경우는 일반적인 노동당과 거리가 멀어 노동당으로 분류되지 않는 경우가 많다. 각 당의 한국어 해석명은 대한민국 사회에 통용되는 명칭을 따른다.

## 현존하는 주요 노동당
| 국가                   | 정당명 |
| ---------------------- | --- |
| 나이지리아             | 노동당 (나이지리아)                                                                                               |
| 남아프리카 공화국      | 신노동당 (남아프리카 공화국)                                                                                      |
| 네덜란드               | 노동당 (네덜란드)                                                                                                 |
| 노르웨이               | 노르웨이 노동당                                                                                                   |
| 뉴질랜드               | 뉴질랜드 노동당                                                                                                   |
| 대한민국               | 노동당 |
| 도미니카 연방          | 도미니카 노동당                                                                                                   |
| 라이베리아             | 라이베리아 노동당                                                                                                 |
| 리투아니아             | 노동당 (리투아니아)                                                                                               |
| 멕시코                 | 노동당 (멕시코)                                                                                                   |
| 모로코                 | 노동당 (모로코)                                                                                                   |
| 미국                   | 노동당 (미국) |
| 방글라데시             | 방글라데시 노동당                                                                                                 |
| 브라질                 | 브라질 노동당 민주노동당 (브라질) 국민노동당 (브라질) 사회노동당 (브라질)                                         |
| 세르비아               | 노동당 (세르비아)                                                                                                 |
| 스웨덴                 | 스웨덴 사회노동당                                                                                                 |
| 스위스                 | 스위스 노동당 |
| 아일랜드               | 노동당 (아일랜드)                                                                                                 |
| 영국                   | 노동당 (영국) 스코틀랜드 노동당 (노동당의 스코틀랜드 지부) 웨일스 노동당 (노동당의 웨일스 지부) 사회노동당 (영국) |
| 오스트레일리아         | 오스트레일리아 노동당 민주노동당 (오스트레일리아) 진보노동당 (오스트레일리아)                                     |
| 우크라이나             | 우크라이나 노동당                                                                                                 |
| 이스라엘               | 이스라엘 노동당                                                                                                   |
| 인도네시아             | 노동자당 (인도네시아)                                                                                             |
| 조선민주주의인민공화국 | 조선로동당 |
| 콩고 공화국            | 콩고 노동당 |
| 중화민국               | 노동당 (대만) |
| 탄자니아               | 탄자니아 노동당                                                                                                   |
| 튀르키예               | 노동당 (튀르키예)                                                                                                 |
| 파키스탄               | 파키스탄 노동당                                                                                                   |
| 포르투갈               | 포르투갈 노동당                                                                                                   |
| 폴란드                 | 폴란드 노동당 |
| 홍콩                   | 노동당 |
| 싱가포르               | 노동당 (싱가포르)                                                                                                 |

## 과거에 존재했던 노동당 (지금은 없어지거나 다른 정당으로 개편됨)
| 국가       | 정당명              |
| ---------- | ------------------- |
| 알바니아   | 알바니아 노동당     |
| 에티오피아 | 노동당 (에티오피아) |
| 폴란드     | 폴란드 연합노동자당 |

## 같이 보기
- 노동운동
- 노동자당
- 공산당
- 민주사회당
- 사회민주당
- 사회당
- 사회주의노동자당
- 좌파당
- 사회 민주주의 정당의 목록